# Ninja Commando
Ninja Commando (ニンジャコマンドー?, Ninja Komandō) è un videogioco sparatutto a scorrimento verticale per arcade sviluppato da Alpha Denshi, pubblicato da SNK per la scheda hardware Neo Geo nel 1992. Venne portato due anni dopo (nel 1994) per la console Neo Geo CD.

## Trama
Un gruppo d'élite di tre giovani Ninja Commandos provenienti da tutto il mondo devono unirsi per impedire al malvagio Spider, capo della Mars Corporation, di usare una macchina del tempo per distruggere il passato e controllare il futuro. I tre eroi inseguono il nemico in sette periodi storici, tra cui il periodo Sengoku in Giappone, l'Antico Egitto, l'età della pietra, la Cina nell'era dei Tre Regni e la seconda guerra mondiale.

## Modalità di gioco
Il gameplay di Ninja Commando è simile a quello di Ikari Warriors, con i giocatori che si affrontano lungo lo schermo con prospettiva dall'alto. I giocatori possono scegliere tra tre personaggi ninja, tutti con abilità diverse. Ognuno di loro dispone di comandi in stile picchiaduro e, nel caso raccolgono tre pergamene lungo un livello, si trasformano in animali e diventano temporaneamente invincibili. 
I comandi da adoperare in questo titolo sono tre. Con il pulsante A si esegue un attacco con colpo diretto; se lo si preme dopo avere mosso il joystick in una direzione specifica, l'attacco diventerà una mossa speciale basata sul ninpō. Con B invece si esegue un salto mortale all'indietro nella direzione della leva di movimento che viene tirato; se durante l'azione si preme A, il personaggio spara nella direzione opposta. Premendo C viene effettuato un attaco ad area ma consuma energia, quindi va usato con parsimonia.
La vita si basa sulla resistenza, ma viene consumata da alcuni attacchi. Può essere recuperata con le monete ottenute sconfiggendo i nemici. Una volta perso il numero di vite richiesto, la partita termina, ma è possibile continuare (se non si continua, il medico fornirà subito consigli su come completare il gioco nella demo).

### Personaggi selezionabili
- Joe Tiger – Un discendente americano del Koga Ninja. Un uomo biondo che indossa abiti ninja blu. I suoi colpi lanciano shuriken a ventaglio (quello grande al centro). Si trasforma in una tigre bianca e attacca con onde.
- Leila Dragon – Inglese che pratica il ninjutsu Iga. Una donna con due code che indossa abiti ninja rossi. I suoi colpi scagliano una serie di frecce infuocate simili a kunai. Si trasforma in un drago e attacca roteando la coda.
- Ryu Eagle – Discendente di Fuuma di World Heroes, è il 32° Fuuma Kotaro. Indossa una maschera blu-viola e abiti ninja viola. I suoi colpi sparano grossi proiettili in verticale. Si trasforma in una fenice e spara una vasta gamma di colpi a forma di tale figura mitologica.

## Accoglienza
In Giappone, la rivista Game Machine elencò Ninja Commando nel numero del 15 giugno 1992 come l'undicesima unità arcade di maggior successo del mese. Allo stesso modo, RePlay ha riferito che era il secondo gioco più popolare in Nord America. Il titolo è stato generalmente ben accolto dalla critica.